# Henri Kling
Henri Adrien Louis Kling (Parijs, 15 februari 1842 – Genève, 2 mei 1918) was een Franse componist, muziekpedagoog, dirigent, organist en hoornist. Zijn vader Ludwig Christoph Kling was afkomstig uit Duitsland en zijn moeder Claudette, geboren Rémy, kwam uit Frankrijk. 

## Levensloop
Kling was met zijn ouders op tweejarige leeftijd naar de geboortestad van zijn vader verhuisd en groeide op in Karlsruhe. Korte tijd later overleed zijn moeder en zijn vader huwde vervolgens nog een keer. Hij studeerde in Karlsruhe hoorn bij de virtuoos Jacob Dorn Op twintigjarige leeftijd kreeg hij een aanstelling als hoornist in het orkest van het "Grande théâtre", de toenmalige opera van Genève en eveneens ging hij spelen in het Pepin orkest. In 1865 publiceerde hij een zeer gewaardeerde hoorn methode ("Horn Schule"). In 1866 werd hij docent in muziektheorie, solfège en hoorn aan het Conservatoire de musique de Genève en bleef in deze functie tot aan zijn dood.  
Hij had gevarieerd en uitgebreid muzikaal interesse en werkte ook als organist aan de kerk in Cologny. Ook aan de Église Saint-Germain in Genève was hij organist. Verder was hij dirigent van de casino orkesten in Genève en in het Franse Evian-les-Bains, maar ook kapelmeester van het Corps de Musique de Landwehr - Harmonie officielle de la République et canton de Genève (Suisse). Hij was ook muziek- en zangleraar aan het meisjesgymnasium in Genève.
Als componist schreef hij werken voor orkest, harmonieorkest, muziektheater, kerkmuziek, vocale muziek, kamermuziek en pedagogische werken. Kling arrangeerde de hoornconcerten van Wolfgang Amadeus Mozart voor het modern orkest en schreef de cadensen. Verder arrangeerde hij het Concertino in e mineur, voor hoorn en orkest, op. 45 van Carl Maria von Weber, het Concert in A majeur, voor klarinet en orkest, KV 622 en het Concert in Bes majeur, voor fagot en orkest, KV 191 (186e) van Mozart.

## Composities

### Werken voor orkest
- 1872: - L'Escalade en 1602, symfonisch gedicht - première: 30 november 1872, Genève, Salle de la Réformation
- 1876: - Pauline !, wals voor orkest
- 1876: - Vive Gambrinus, galop voor orkest
- 1877: - Le Salève, symfonisch gedicht
- 1878: - L'Eglantine, grote concertwals voor orkest
- 1878: - L'Etoile du matin, grote wals voor orkest
- 1879: - Charlotte, mazurka voor orkest
- 1879: - L'Azaléa rose, mazurka voor orkest
- 1879: - Quadrille uit de opera "Le Flûtiste", voor orkest
- 1879: - Souvenir de Marlioz, mazurka voor orkest
- 1880: - Le joli Mois de mai, grote wals voor orkest
- 1881: - Les Naïades, grote concertwals voor orkest
- 1882: - Echo des Alpes - Souvenir de Montreux, wals voor orkest - opgedragen aan Dr. Barde
- 1884: - Béranger Quadrille, voor orkest
- 1885: - Mozartiana: grande mosaïque concertante, concertfantasie over thema's van Wolfgang Amadeus Mozart voor orkest
- 1887: - Eine Bauernhochzeit in Savoyen, fantasie
- 1890: - Ein Tag aus dem Jägerleben, fantasie, op. 458
- 1893: - Fantasie-Stück, voor fagot en orkest, op. 449
- 1893: - Unsere lieben Kleinen, kinderen polka, voor orkest, op. 497
- 1896: - Au village suisse, idylle voor orkest
- 1900: - 25 Weihnachtslieder & Choräle, voor orkest
- 1900: - La Polka du printemps, voor orkest
- 1900: - Romanze, voor viool (of klarinet, of dwarsfluit) en orkest
- 1903: - Chant matinal, wals voor orkest
- 1903: - L'éléphant et la mouche, duo caractéristique voor piccolo, fagot en orkest, op. 520
- 1914: - Gavotte des bluets, voor 4 hoorns en orkest
- - Adieux de Winkelried, t'legie
- - Aurora-wals, voor orkest
- - Cécilia, ouverture voor groot orkest
- - Concerto brillant in F majeur, voor hoorn en orkest
- - Dans la forêt, wals voor groot orkest
- - Echo des Bastions
- - Frühlings-Poesien, romance voor hoorn en orkest
- - La valse des muses - Souvenir du Kursaal de Genève, op. 450
- - L'étoile d'or, polka voor orkest
- - Scenen aus dem Kinderleben, suite voor strijkorkest
  1. Kindlein's Morgengruss
  2. Morgengebet
  3. Fahrende Musikanten
  4. Kriegspielen
  5. Spazierfahrt auf's Land
  6. Tänzchen im Grünen
  7. Gute ruh
- - Symphonie concertante, voor blaaskwintet (dwarsfluit, hobo, klarinet, hoorn, fagot) en orkest
- - Tambour-polka, voor grote trom, kleine trom, bekkens en orkest
- - Une soirée de printemps, voor orkest
- - L'Oiseau du Paradis, valse de concert pour petite flute, op. 500

### Werken voor harmonie- of fanfareorkest
- 1873: - Fantaisie romantique, voor harmonieorkest
- 1873: - La France, ouverture voor harmonieorkest
- 1873: - Les Sentiers de la montagne, voor harmonieorkest
- 1873: - Marie, polka voor harmonieorkest
- 1873: - Souvenir de Bonneville, fantasie voor harmonie- of fanfareorkest
- 1875: - Ariane, militaire ouverture voor harmonieorkest
- 1876: - Le Génie de la montagne !, fantasie voor harmonieorkest
- 1877: - 1ère fantaisie sur l'opéra "Le flûtiste", voor harmonie- of fanfareorkest
- 1877: - Emilie-Marche, voor harmonieorkest
- 1877: - Fantaisie romantique, voor harmonieorkest
- 1877: - Feuilles volantes, fantasie voor harmonie- of fanfareorkest
- 1877: - La Reine Claude Marche, voor harmonieorkest
- 1877: - Le dimanche au village, fantasie voor harmonie- of fanfareorkest
- 1877: - Les sentiers de la montagne, fantasie voor harmonie- of fanfareorkest
- 1877: - Marche nationale, voor harmonie- of fanfareorkest
- 1877: - Souvenir de la Côte d'or, fantasie voor harmonieorkest
- 1877: - Souvenir de la Savoie, fantasie voor harmonie- of fanfareorkest
- 1877: - Souvenir de Strasbourg, mars voor harmonie- of fanfareorkest
- 1877: - Souvenirs d'autrefois, fantasie voor harmonie- of fanfareorkest
- 1878: - 1er Fantaisie sur l'opéra "Le Flutiste", voor harmonie- of fanfareorkest
- 1878: - Andante religieux, voor harmonie- of fanfareorkest
- 1878: - Souvenir de Rumilly, fantasie voor harmonieorkest
- 1879: - Promenade dans la forêt, symfonische schetsen voor harmonieorkest
- 1879: - Fabliau méridional, fantasie voor harmonieorkest
- 1879: - Les chevaliers de la tour des Pitons, dramatische episode voor harmonie- of fanfareorkest
- 1879: - Le Roi Childebert, militaire ouverture voor harmonie- of fanfareorkest
- 1879: - Notre chère Alsace, pittoreske fantasie voor harmonieorkest
- 1879: - Une halte dans le Jura, symfonische schetsen voor harmonieorkest
- 1880: - Air de ballet, scherzetto voor harmonieorkest
- 1880: - Buissons de roses blanches, wals voor harmonieorkest
- 1880: - Echos des Voirons, pittoreske fantasie voor harmonieorkest
- 1880: - La Charmante, polka voor harmonieorkest
- 1880: - La jolie Fille de l'Estramadure, Spaans impromptu voor harmonie- of fanfareorkest
- 1880: - La petite Alsacienne, bluette mazurka voor harmonieorkest
- 1880: - Les Flibustiers, galop voor harmonie- of fanfareorkest
- 1880: - Rossignol et grive, concertpolka voor piccolo en harmonieorkest
- 1880: - Une Halte dans le Jura, symfonische schetsen voor harmonieorkest
- 1881: - Au village, fantasie voor harmonieorkest
- 1881: - Hommage à Mozart, concertante fantasie voor harmonie- of fanfareorkest
- 1881: - Jeanne d'Arc, heroïsche fantasie voor harmonieorkest
- 1881: - La Sultane El Hamra, Arabische mars voor harmonieorkest
- 1881: - Ouverture de l'opéra "La Reine Berthe", voor harmonieorkest - bewerkt door J. Flachaut
- 1881: - Souvenir de 1792, symfonisch gedicht voor harmonieorkest
- 1882: - Anne Boleyn, tragische fantasie voor harmonie- of fanfareorkest
- 1882: - Jean-Jacques Rousseau Marche, triomfmars voor harmonie- of fanfareorkest
- 1882: - La grande Route, mars voor harmonie- of fanfareorkest
- 1882: - Parole d'honneur, mars voor harmonie- of fanfareorkest
- 1882: - Sous les marronniers,  rustieke fantasie voor harmonie- of fanfareorkest
- 1882: - Souvenirs d'Alsace, fantasie voor harmonie- of fanfareorkest
- 1882: - Sur la Montagne, fantasie voor harmonie- of fanfareorkest
- 1882: - Sur les Allinges, fantasie voor harmonieorkest
- 1882: - Une soirée dansante à Trianon en 1780, menuet voor harmonie- of fanfareorkest
- 1882: - Victor Emmanuel, militaire ouverture voor harmonie- of fanfareorkest
- 1883: - À travers Champs, fantasie voor harmonieorkest
- 1883: - Genève, mars voor harmonie- of fanfareorkest
- 1883: - Henriette d'Entragues, mars voor harmonie- of fanfareorkest
- 1883: - Jane Gray, dramatische fantasie voor harmonie- of fanfareorkest
- 1883: - La Rose enchantée, fantasie voor harmonieorkest
- 1883: - La Tour de Langins, fantasie voor harmonieorkest
- 1883: - Les Mousquetaires, ouverture voor harmonieorkest
- 1883: - Salut joli printemps, fantasie voor harmonieorkest
- 1883: - Une noce villageoise, landelijk divertissement voor harmonie- of fanfareorkest
- 1883: - Une Soirée d'été dans les Alpes, grote romantische fantasie voor harmonie- of fanfareorkest
- 1884: - Aladin ou la lampe merveilleuse, ouverture voor harmonie- of fanfareorkest
- 1884: - Contes bleus, fantasie voor harmonie- of fanfareorkest
- 1884: - Contes de fée - 2ème suite composée de 4 morceaux, voor harmonie- of fanfareorkest
- 1884: - Dimanche matin au hameau, fantasie voor harmonieorkest
- 1884: - Echos du sentier, fantasie voor harmonieorkest
- 1884: - Etoiles dans la nuit, fantasie voor harmonie- of fanfareorkest
- 1884: - Fleurs d'été, fantasie voor harmonie- of fanfareorkest
- 1884: - Horizons lointains, romance voor harmonie- of fanfareorkest
- 1884: - Idéal et vérité - Romance sans paroles, voor harmonieorkest
- 1884: - L'éventail, mazurka voor harmonie- of fanfareorkest

- 1884: - Le Général Hoche, mars voor harmonieorkest
- 1884: - Le Général Marceau, mars voor harmonie- of fanfareorkest
- 1884: - Le retour de la victoire, militaire ouverture voor harmonie- of fanfareorkest
- 1884: - Marche nuptiale religieuse, voor harmonie- of fanfareorkest
- 1884: - Nouvelles Montagnardes, fantasie voor harmonieorkest
- 1885: - La Esmeralda, ouverture voor harmonieorkest
- 1886: - La Chablaisienne, fantasie voor harmonie- of fanfareorkest
- 1887: - À Temps perdu, fantasie voor harmonieorkest
- 1887: - Feuilles de laurier, concertante fantasie voor harmonie- of fanfareorkest
- 1887: - Hommage à Haydn - Fantasie avec Variations, voor harmonieorkest
- 1887: - La Stella d'Italia (L'Etoile d'Italie), militaire ouverture voor harmonie- of fanfareorkest
- 1887: - La Chemin des étoiles, romantische fantasie voor harmonie- of fanfareorkest
- 1887: - Le Général Kléber Marche, voor harmonie- of fanfareorkest
- 1887: - Le Maréchal Masséna, mars voor harmonieorkest, op. 426
- 1887: - Simple Historiette, fantasie voor harmonie- of fanfareorkest
- 1888: - La Grotte de Neptune, fantasie voor harmonieorkest, op. 428
- 1888: - Le Retour des hirondelles, fantasie voor harmonieorkest, op. 429
- 1889: - Autour du Drapeau, fantasie voor harmonie- of fanfareorkest
- 1889: - Dans les Espaces, fantasie voor harmonie- of fanfareorkest
- 1889: - L'Invulnérable !, Pas redoublé voor harmonieorkest, op. 367
- 1889: - Menuet de la Régente, voor harmonie- of fanfareorkest
- 1889: - Sous les Sapins !, fantasie voor harmonie- of fanfareorkest
- 1889: - Une Partie de montagne, fantasie voor harmonieorkest, op. 425
- 1889: - Polonaise de concert, voor harmonieorkest, op. 433
- 1890: - Bourgeons d'avril, wals voor harmonie- of fanfareorkest, op. 490
- 1890: - Chant national suisse, voor harmonieorkest
- 1890: - Une Fête chez les papillons, humoristische fantasie voor harmonie- of fanfareorkest, op. 496
- 1891: - Du Temps jadis, klassieke fantasie voor harmonie- of fanfareorkest, op. 491
- 1891: - L'Océan, fantasie voor harmonie- of fanfareorkest, op. 510
- 1892: - Drapeaux déployés, Pas redoublé voor harmonieorkest
- 1893: - Savoir mourir gaiment, militaire ouverture voor harmonie- of fanfareorkest, op. 457
- 1893: - Le Chemin qui monte, fantasie voor harmonie- of fanfareorkest, op. 542
- 1894: - In the Cathedral, fantasie
- 1895: - Le Diamant noir, Pas redoublé voor harmonieorkest
- 1897: - Regards vers la Montagne, fantasie voor harmonie- of fanfareorkest
- 1898: - La Polka du printemps, voor harmonie- of fanfareorkest
- 1898: - Vers le Ciel ! - Andante religieux, voor harmonieorkest
- 1899: - Arnold de Melchtal, Pas redoublé voor harmonie- of fanfareorkest
- 1899: - Vers le Bonheur !, mazurka voor harmonie- of fanfareorkest
- 1900: - Dans les Roses, wals voor harmonie- of fanfareorkest
- 1900: - Jours ensoleillés, fantasie voor harmonie- of fanfareorkest
- 1901: - En plein Air !, fantasie voor harmonie- of fanfareorkest
- 1901: - Face au drapeau, Pas redoublé voor harmonie- of fanfareorkest
- 1902: - Aller et retour, Pas redoublé voor harmonie- of fanfareorkest
- 1902: - Au Pays des rêves, fantasie voor harmonie- of fanfareorkest
- 1902: - Ce que l'on entend dans la forêt, fantasie voor harmonie- of fanfareorkest en tweestemmig koor ad libitum
- 1903: - Die Perlen, concertpolka voor 2 kornetten (of trompetten) en harmonieorkest
- 1904: - L'Oiseau bleu, polka voor 2 kornetten en harmonie- of fanfareorkest
- 1904: - Une Halte au Mont Louis, fantasie voor harmonie- of fanfareorkest
- 1905: - Fantaisie sur l'opéra "Le Castel de Ripaille", voor harmonieorkest
- 1906: - Mosaïque sur l'opéra "Le flûtiste", voor harmonie- of fanfareorkest
- 1907: - A Summer Evening in the Alps, voor harmonieorkest
- 1908: - De twee vinken (Die beiden kleinen Finken/The Two Little Bulfinches), voor 2 piccolo's (of 2 trompetten, of xylofoon) en harmonieorkest[6]
- 1913: - sur le bord du chemin, parademars voor harmonieorkest
- 1914: - En Route !, fantasie voor 4 trompetten en harmonieorkest
- 1914: - Notre Drapeau !, voor 4 trompetten en harmonieorkest
- - 20 Weihnachtslieder und Choräle, voor harmonieorkest
- - Echo des Bastions, voor harmonieorkest
- - Echo im Walde!, fantasie voor harmonieorkest
- - Fauvette et Sansonnet, polka voor harmonieorkest, op. 551
- - Ouverture sur l'opera "Le flûtiste", voor harmonieorkest
- - La grande route, mars voor harmonie- of fanfareorkest
- - Les Oiseaux de Passage, concertpolka voor harmonieorkest
- - Kriegerfest, ouverture voor harmonieorkest
- - Lustige Musikantenstreiche, humoreske voor harmonieorkest, op. 483
- - Salut à Genève - Marche de l'Exposition nationale suisse - (Gruss an Genf - Genfer Ausstellungsmarsch), voor harmonieorkest
- - Scènes alpestres (Shepherd's life in the Alps), fantasie pastorale
- - The Inseperables, voor harmonieorkest
- - The Nightingale and the Blackbird, voor harmonieorkest
- - Une soirée-thé à Kiautschou, Chinese  fantasie voor harmonieorkest

### Muziektheater

#### Opera's
| Voltooid in | titel                      | aktes       | première                    | libretto |
| ----------- | -------------------------- | ----------- | --------------------------- | -------- |
| 1864        | Le dernier des Paladins    |             | 1864, Genève, Grand-Théâtre |          |
| 1866        | Les deux rivaux            |             | 1866, Genève, Grand-Théâtre |          |
| 1866        | L'Echafaud de Berthelier   |             |                             |          |
| 1875        | Le castel de Ripaille      | 3 bedrijven |                             |          |
| 1877        | Le flûtiste, komieke opera | 1 akte      | 1877, Genève, Grand-Théâtre |          |
| 1878        | La Reine Berthe            | 3 bedrijven |                             |          |

#### Toneelmuziek
- - Muziek voor de tragedie "Huss"

### Vocale muziek

#### Cantates
- Jean-Jacques Rousseau, cantate voor solisten, gemengd koor en orkest

#### Werken voor koor
- 1884: - Recueil de chants pour la jeunesse, deel 1, voor twee, drie of vier gelijke stemmen
- 1888: - Recueil de chants pour la jeunesse, deel 2, voor twee of drie gelijke stemmen
- 1890: - Noël, voor mezzosopraan, tenor- (of sopraan) solo, koor met 3 gelijke stemmen piano (of orgel), op. 517 - tekst: Alexandre Henri Guillot
- 1900: - Donne-nous ton Esprit - cantique de Pentecôte, voor 2 zangsolisten, koor met 3 gelijke stemmen en piano (of orgel), op. 510
- 1904: - Mai, voor koor met 3 gelijke stemmen - tekst: Jules Gross
- 1908: - L'origine de la mélodie du chant national suisse "Rufst du, mein Vaterland", voor samenzang/gemengd koor
- - Au Jura, voor koor met 2 gelijke stemmen a capella
- - Au matin, voor vierstemmig mannenkoor a capella
- - Chant de Noël, voor driestemmig vrouwenkoor a capella
- - Départ pour la montagne, voor vrouwenkoor
- - Eglise réjouis-toi, voor gemengd koor - tekst: Alexandre Henri Guillot
- - Hymne helvétique, voor samenzang/gemengd koor
- - Hymne pour un anniversaire patriotique, voor gemengd koor - tekst: Alexandre Henri Guillot
- - Impressions d'automne, voor vierstemmig mannenkoor a capella
- - Je suis la résurrection et la vie, voor gemengd koor
- - Joyeux Dragons, voor vierstemmig mannenkoor, op. 53b
- - L'Edelweiss, voor koor met 3 gelijke stemmen
- - L'espérance, voor koor met 3 gelijke stemmen a capella
- - L'immortalité, voor vierstemmig mannenkoor a capella
- - L'oraison dominicale, voor driestemmig vrouwen- of kinderkoor a capella
- - L'avalanche - scène alpestre, voor koor met 2 gelijke stemmen a capella
- - La fileuse, voor driestemmig vrouwen- of kinderkoor a capella
- - La Foi, voor koor met 3 gelijke stemmen a capella
- - La source, voor koor met 3 gelijke stemmen a capella
- - La vieille Berner-Marche, mélodie populaire de 1522, voor koor met 3 gelijke stemmen a capella

- - Le Chant des Forêts, voor vierstemmig mannenkoor
- - Le droit de vivre, voor mannenkoor - tekst: Paul Privat
- - Le renouveau, voor mannenkoor - tekst: Paul Privat
- - Le Rhône, voor vierstemmig mannenkoor, op. 484
- - Le vent de l'alpe, voor mannenkoor
- - Le Vésuve, voor vierstemmig mannenkoor, op. 471
- - Le vin, voor vierstemmig mannenkoor, op. 482
- - Les cloches de la nouvelle année, voor gemengd koor - tekst: Alexandre Henri Guillot
- - Marche des pinsons, voor koor met 2 gelijke stemmen a capella
- - Marche fleurie, voor vrouwenkoor a capella
- - Marche scolaire de quel jour éclatant, voor koor met 3 gelijke stemmen a capella
- - Ode aux oiseaux, voor vierstemmig mannenkoor - tekst: F. Ketterer
- - Pastorale, voor koor met 3 gelijke stemmen a capella
- - Patria, voor vierstemmig mannenkoor
- - Psaume 90, chant de Nouvel-an, voor gemengd koor a capella
- - Semailles, voor koor met 2 gelijke stemmen a capella
- - Solitude, voor driestemmig vrouwen- of kinderkoor a capella
- - Soyons unis!, voor driestemmig vrouwen- of kinderkoor a capella
- - Sur le lac, voor vierstemmig mannenkoor
- - Sur le Léman, voor vrouwenkoor a capella
- - Triomphe de la liberté, voor mannenkoor - tekst: Paul Privat
- - Vaincre ou mourir - Chant national, voor mannenkoor
- - Zwei Gesänge, voor driestemmig vrouwenkoor a capella 
  1. Die Alpenrose - tekst: Theodor Löwe
  2. Und ob der holde Tag vergangen - tekst: Julius Sturm

#### Liederen
- 1877: - La Veuve du Bosphore !, romance voor zangstem en piano - tekst: Valentine de Sellon
- 1888: - L'Alerte au camp !, voor zangstem en piano - tekst: A. Condamin
- 1888: - La Garde du drapeau !, voor zangstem en piano - tekst: A. Condamin
- 1889: - Jour glorieux !, patriottisch lied voor zangstem en piano - tekst: Joanny Jacquemier
- 1898-1907: - Album populaire suisse - 40 mélodies et airs nationaux suisses, voor zangstem en piano
- 1898: - Le Baptême d'un pinson !, voor zangstem en piano - tekst: S. Borel
- 1901: - Chante, Nature !, voor zangstem en piano - tekst: S. Borel
- 1903: - L'Océan !, voor zangstem en piano - tekst: S. Borel
- 1904: - Chantons les Peupliers, voor zangstem en piano - tekst: S. Borel
- - Album de 10 chants de Noêl populaires, voor zangstem en piano
- - Aubade "L'aube naît et ta porte est close...", voor zangstem en piano - tekst: Victor Hugo
- - Ces voûtes séculaires, lied in 2 delen voor zangstem en piano

### Kamermuziek
- 1880: - Sonate in a mineur, voor hoorn en piano
- 1893: - Quatre petits morceaux, voor viool en piano
- 1900: - Romanze, voor viool (of klarinet, of dwarsfluit) en piano
- 1903: - La Reine des Alpes, fantasie voor 4 jachthoorns is Es of D
- 1910: - L'Aube et le matin, fantasie voor 2 hoorns
- 1910: - Matinée de printemps, fantasie voor 4 hoorns
- 1913: - Coucher de soleil, fantasie voor 4 hoorns
- 1913: - Face au soleil levant, fantasie voor 4 hoorns
- 1913: - Les Jours de soleil, fantasie voor 4 trompetten
- 1913: - Matinée d'automne, fantasie voor 4 trompetten
- 1913: - Salut au beau Jura, fantasie voor 4 hoorns
- 1914: - Au Point du jour !, fantasie voor 4 hoorns
- 1914: - Feuilles dans le vent, fantasie voor 4 hoorns
- 1914: - Fleurs au vent, fantasie voor 4 hoorns
- 1914: - Marche des fiancailles, voor 4 hoorns
- 1914: - Prélude helvétique, voor 4 trompetten
- 1914: - Sous la Tonnelle, fantasie voor 4 trompetten
- - Hochzeitsständchen, voor dwarsfluit, hoorn en piano (of strijkkwartet)
- - 3 Fantaisies, voor hoorn en piano
- - 20 größere Duette, voor 2 hoorns
- - 30 Duetten, voor 2 hoorns
- - 30 selected pieces by various composers, voor 3 hoorns
- - Concerto de Cuisine (Kitchen symphony), voor slagwerk en piano, op. 445
- - Fandango, Spaanse danse voor viool en piano, op. 556
- - Die Perlen, voor xylofoon (of 2 trompetten) en piano
- - Die Unzertrennlichen, voor trompet, trombone en piano
- - Le Départ	des Chasseurs, voor jachthoornensemble
- - L'éléphant et la mouche, duo caractéristique voor piccolo, fagot (of tuba) en piano, op. 520
- - Les Légendes de la Forêt, voor jachthoornensemble
- - Merle et Fauvette, polka voor 2 kornetten en piano
- - Sous les Lilas, voor jachthoornensemble

### Werken voor piano
- 1876: - Vive Gambrinus, galop
- 1878: - L'Eglantine !, grote concertwals
- 1879: - Souvenir de Marlioz, mazurka
- 1880: - Le Joli Mois de mai, wals
- 1881: - L'Azaléa rose, mazurka
- 1882: - Kursaal-valse "Souvenir de Montreux"
- 1883: - Les Naïades, grote concertwals
- 1884: - Béranger, quadrille
- 1886: - Bracelet d'émeraude, mazurka
- 1886: - Paillettes d'or !, schottisch
- 1888: - La Valse des Muses
- 1890: - Marche fleurie
- 1896: - Au village suisse, idylle
- 1904: - Le drapeau Fédéral, op. 419
- - Les échoes de fête du monde
- - Scènes alpestres, fantasie

### Pedagogische werken
- 1865: - Methode voor hoorn
- 1872: - Recueil de chants pour la Suisse romande à l'usage des écoles et des familles
- 1881: - Twenty-five Studies and Preludes, voor hoorn
- 1888: - Das Gesamtgebiet der Schlaginstrumente im Orchester: volkstümlich-praktische Schule für alle im Orchester verwendeten Schlaginstrumente sowie die wichtigsten Fantasieinstrumente mit vielen Übungen & Abbildungen, op. 402
- 1889: - Leichtfassliche praktische Schule für Klarinette, op. 425
- 1900: - Leichtfassliche praktische Schule fur Violine, op. 453
- 1900: - Leichtfassliche praktische Schule für Viola (altviool), op. 454
- 1905: - Blumenlese - Recueil de chants allemands avec annotations et vocabulaire français, à l'usage des écoles de langue française
- - 10 Etudes, voor trombone
- - Seventeen melodious studies, voor dwarsfluit
- - 30 Etudes, voor trombone
- - 40 Characteristic Etudes for French Horn
- - Leichtfassliche praktische Schule für Oboe
- - Leichtfassliche praktische Schule für Trompete in B (Cornet à pistons)
- - Six grands preludes, voor hoorn
- - Twenty-five studies and preludes, voor hoorn

## Publicaties
- - Mozart et Grétry à Genève 1766-1767, in: Journal de Genève, 28 juli 1866[7]
- - Jean-Jacques Rousseau considéré comme musicien, in: Revue suisse des beaux-arts, 1877/85 ; 1877/103 ; 1877/111,
- - Traité d'orchestration, 1882, rev. 1905., ISBN 978-5-518-44587-1
- - Noten- und Partiturbeispiele zu H. Kling's Populärer Instrumentationslehre, Hannover: Louis Oertel Verlag, 1882. 132 p.
- - Populäre Instrumentationslehre mit genauer Beschreibung der Eigenthümlichkeiten jeden Instrumentes: sowie einer Anleitung zum Dirigieren, Bände 1-2, Hannover: Louis Oertel, 1883.
- - Praktische Anweisung zum Transponieren: für Gesangsstimmen, Streich-, Holz- und Blechinstrumente, sowie speziell für Klarinette, Kornett, Trompete, Waldhorn u.s.w., mit vielen Notenbeispielen, Hannover: Louis Oertel, 1883. 43 p.
- - Praktische Anleitung zum Dirigieren, nebst beachtenswerten Ratschlägen für Orchester- und Gesangvereinsdirigenten, Hannover: Louis Oertel, 1886.
- - Der vollkommene Musik-Dirigent: gründliche Abhandlungen über alles was ein Musik-Dirigent (für Oper, Symphonie-, Konzert-Orechster, Militärmusik oder Gesangschöre) in theoretischer und praktischer Hinsicht wissen muss, um eine ehrende Stellung einzunehmen und sich die Achtung seiner Kollegen, seiner Untergebenen und des Publikums zu verschaffen, Hannover: Louis Oertel's Musik-Verlage, 1890. 390 p.
- - Elementar-Prinzipien der Musik ..., Hannover, Louis Oertel's Musikbibliothek, 1890.
- - Charles de Dittersdorf, Torino: Rivista musicale italiana, 1899. 15 p.
- - Boieldieu à Genève en 1833, Torino: Rivista musicale italiana, 1900. 27 p.
- - Félix Mendelssohn-Bartholdy en Suisse d'après sa correspondance, Paris: 1900.; gepubliceerd in Le Ménestrel (Paris. 1833), (LXVI)
- - Théorie élémentaire et pratique de l'art du chef d'orchestre, du directeur de musique d'harmonie, de fanfare et de société chorale, Lausanne: Fœtisch Frères, éditeurs; Paris: Librairie Fischbacher, 1901. 56 p.
- - Schiller et la musique, S.l.: s.n., 1901.
- - Le centenaire d'un compositeur suisse célèbre: Louis Niedermeyer, Torino: Fratelli Bocca, 1902.
- - Un compositeur suisse ennemi de Mozart, Hans Georg Naegeli, in: La Revue musicale, Paris. 1902. pp. 104-110
- - Franz Grillparzer et Ludwig van Beethoven, Torino: Fratelli Bocca, 1903. 16 p.
- - Wolfgang Amadeus Mozart - Sa Vie et ses Œuvres, 2ème édition de la Biographie populaire avec des documents inédits en français, Bruxelles: R. Van Assche, 1903-1904. 47 p.
- - Kapellmeister Oscar Jüttner, Leipzig: Breitkopf & Härtel, 1905. 55 p.
- - Johann Wolfgang von Goethe et Hector Berlioz, Torino: Fratelli Bocca, 1905. 20 p.
- - samen met Friedrich Krekeler: Anleitung zum Blasen des Signal-Posthorns (oder der sogenannten Posttrompete): Mit Melodien, Leipzig : Breitkopf & Härtel, 1905.
- - Jean-Jacques Rousseau et ses études sur l'Harmonie et le Contrepoint, Torino: Fratelli Bocca, 1905. 23 p.
- - Madame de Staël et la musique, Torino: Fratelli Bocca, 1906. 23 p.
- - Helmine de Chézy (1783-1856), Torino: Fratelli Bocca, 1907. 15 p.
- - Marie-Anne Mozart (1751-1829), Torino: Fratelli Bocca, 1907. 20 p.
- - Beethoven et le Baron de Trémont, Torino: Fratelli Bocca, 1908. 20 p.
- - Elementar-Prinzipien der Musik nebst populärer Harmonielehre, Abriss d. Musikgeschichte und biographischer Notizen nach leichtfaßlichstem System, Hannover: Louis Oertel Verlag, 1908. 128 p.
- - Riccardo Wagner a Lucerna e a Triebschen, Torino: Fratelli Bocca, 1909. 7 p.
- - Lamartine et la Musique, Milano: Fratelli Bocca, 1910. 23 p.
- - Le cor de chasse, Torino: Fratelli Bocca, 1911. 44 p.
- - Beethoven et ses relations avec le compositeur et éditeur de musique suisse: Hans Georges Naegeli, de Zürich, Torino: Fratelli Bocca, 1912. 11 p.
- - General-Tabelle sämmtlicher Sing-Stimmen und Musik-Instrumente, welche im modernen Orchester angewandt werden, deren Normalumfang, Klanghöhe (zueinander) u. Schreibart, Hannover: Louis Oertel, zonder datum
- - Populäre Kompositions-lehre zum Schulgebrauch wie zum Selbststudium angehender Komponisten, Hannover: Oertel's Musik-Verlag, zonder datum, 480 p.